# Линг, Дэвид
Дэвид Линг (англ. David Ling; 9 января 1975, Галифакс (Новая Шотландия), Канада) — канадский хоккеист, крайний нападающий. Воспитанник школы города Кингстон, провинции Онтарио.

## Достижения
- 1994/1995

- Первая сборная звёзд Канадской хоккейной лиги (CHL)
- Лучший игрок CHL
- Первая сборная звёзд Хоккейной лиги Онтарио (OHL)
- Лучший игрок OHL
- Лучший бомбардир OHL среди правых нападающих
- 1999/2000

- Первая сборная звёзд Международной хоккейной лиги (IHL)
- 2011/2012

- Обладатель Суперкубка Италии
- 2012/2013

- Первая сборная звёзд Британской элитной хоккейной лиги (EIHL)
- Обладатель Кубка Вызова EIHL
- Победитель регулярного сезона EIHL
- Лучший бомбардир регулярного сезона EIHL
- Победитель плей-офф EIHL
- Лучший игрок EIHL
- Лучший нападающий EIHL
- Лучший игрок EIHL по версии болельщиков